# Линия 7bis (Парижское метро)
Линия 7bis — одна из шестнадцати линий Парижского метрополитена. Обслуживает XIX и XX округа Парижа. На схемах обозначается светло-зелёным цветом, как и линия 6, и числом 7 с приставкой bis в конце.

## История
- 1911 год — участок открыт как продление 7 линии.
- 1967 год — открылась отдельная линия 7bis.

## Перспективы

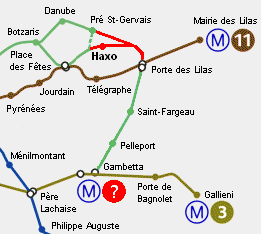
План соединения линий 3bis и 7bis.

Ещё при открытии линии в 1967 году планировалось соединить линии 3bis и 7bis в одну линию. Названы сроки соединения — не ранее 2030 года.